# دعای ابوحمزه ثمالی
دعای ابوحمزه ثمالی دعاییست که در کتاب مصباح المتهجد شیخ طوسی به نقل از ابو حمزه ثمالی آمده است که امام سجاد در تمام سحرگاهان ماه رمضان آن را پس از نماز می‌خوانده است. ترجمه این دعا به صورت زیر آغاز می‌شود:
به نام خداوند بخشاینده مهربان.

خدایا مرا به کیفرت ادب منما، و با نقشه‌‏ای با من نیرنگ مکن، پروردگارا از کجا برایم خیری هست، درحالی‌که جز نزد تو یافت نمی‌شود، و از کجا برایم نجاتی است، درحالی‌که جز به تو فراهم نمی‌گردد، نه آن‌که نیکی کرد از کمک و رحمتت بی‌نیاز شد، و نه آن‌که بدی کرد و بر تو گستاخی روا داشت، و تو را خشنود نساخت از عرصه قدرتت بیرون رفت. پروردگارا، پروردگارا، پروردگارا…

## مضامین دعا
دعا پیرامون مضامین زیر است:
۱- معرفت الهی
۱-۱ گریزناپذیری بنده از حکومت الهی
۱-۲ شناخت خدا توسط خود او
۱-۳ راهنما بودن خداوند
۱-۴ پیوند محبت بین انسان و خالق خود
۲- تبیین راه سعادت و نجات انسان
۲-۱ تمسک به رحمت الهی
۲-۲ عمل به فضائل اخلاقی و دوری از بدی‌های اخلاقی
۳- دعا
۳-۱ حمد و ستایش
۳-۲ صلوات
۳-۳ طلب زندگی بهتر و رزق و روزی بیشتر 
۴- کمک خواستن
۴-۱ اصرار
۴-۲ اقرار به گناهان
۴-۳ تواضع و فروتنی
۴-۴ یاد آوری مرگ و سختی های پس از آن